# Podvrsta
Podvrsta (лат. subspecies, skr. subsp. ili ssp.) je u biološkoj klasifikaciji, ili taksonomski rang podređen vrsti, ili taksonomska jedinica u tom rangu. Podvrsta se ne može uočiti u izolaciji: neka vrsta će biti prepoznata kao da nema podvrsta uopšte ili ih ima dve ili više (uključujući i izumrle), ali nikada nije samo jedna.
Ukratko, podvrste su skupina istovrsnih organizama koje se međusobno razlikuju po prepoznatljivom kompleksu uočljivih fenotipskih svojstava, a koji se, u prirodi ili u zatočeništvu, mogu međusobno oplođavati i imati fertilno potomstvo. Shodno tome, ako su povezane u populacije, takve grupe imaju i osobene genske fondove. Podvrsta je u stvari vrsta u nastajanju.
Po Međunarodnom kodeksu zoološke nomenklature, u zoologiji je podvrsta jedini taksonomski rang ispod vrste koji se može imenovati. Po Međunarodnom kodeksu nomenklature za alge, gljive i biljke, u botanici i mikologiji, mogu biti imenovani i drugi infraspecijski taksoni, kao što je varijetet. U bakteriologiji i virusologiji, postoje preporuke, ali ne i strogi zahtevi za prepoznavanje drugih važnih infraspecijskih rangova.
Zainteresovani taksonomi odlučuju da li će prepoznati podvrstu ili ne. Uobičajeni način na koji se odlučuje da li organizmi pripadaju različitim podvrstama iste vrste je ispitivanje da li su sposobni za međusobno ukrštanje i proizvodnju plodnog potomstva. Ako je potomstvo plodno to ukazuje na činjenicu da se u prirodi nisu ukrštali zbog geografske izolacije ili drugih faktora. Razlike između podvrsta su obično manje od razlika među vrstama.

## Nomenklatura
U zoologiji, Međunarodni kodeks zoološke nomenklature prihvata samo jedan rang ispod vrste, zvani podvrsta. Druga grupisanja infraspecijskih entiteta nisu regulirana ovim standardom i, u naučnoj zajednici, se ne priznaju. Pošto kodeks nema službeni status, mogu se opisivati visinske ili geografske kline, hibridi soja, transgene životinje, itd.
Dok je naučni naziv jedne vrste binomno obeležen, naučno ime podvrsta je troimeno i iza binomne oznake, koja se sastoji od dve latisnke reči za rod i vrstu, sledi ime podvrste. Tigar ima binomno ime Panthera tigris, a sumatranski tigar je trinomen – Panthera tigris sumatrae. Bosanske populacije medveda i vuka opisane su kao podvrste Ursus arctos bosniensis i Canis lupus kurjak, a kune belice – Martes foina bosniaca.

U botanici, podvrsta je jedan od mnogih infraspecijskih rangova, kao varijetet, subvarijetet, forma i podforma. Subspecijskim kategorijama prethode odgovarajuće oznake, „subsp” ili , npr. lincura – Gentiana lutea ssp. symphiandra, i vričak – Acinos alpinus ssp. dinaricus (endem Dinarida). To znači da botaničko ime sadrži tri dela, kao što je binomni naziv roda i vrste posle čega sledi oznaka podvrste ili varijeteta.
Dodatak 10 kodeksa postavlja preporuke s ciljem podsticanja uniformnosti u opisivanju takvih taksona. Imena objavljena pre 1992. godine u rangu varijetet su uzeta da budu imena podvrste.

### Nominotipska podvrsta i autonim podvrste
Po zoološkoj nomenklaturi, kada se vrsta podeli na podvrste, prvobitno opisana populacija te vrste postaje „nominotipska podvrsta“. Njen naziv je isti kao naziv vrste kojoj pripada, tj. ponavlja se dva puta. Na primer, Motacilla alba alba (skrećeno M. a. alba) je nominotipska podvrsta bele pliske (Motacilla alba).
U botanici se podvrsta koja ponavlja ime vrste po botaničkoj nomenklaturi naziva „autonimom“ podvrste, a subspecijska kategorija "autonimna podvrsta".

### Sporni slučajevi
Kada dođe do neslaganja među biolozima oko toga da li neka populacija predstavlja vrstu ili podvrstu, naziv vrste se ponekad piše u zagradi. Primer je Larus (argentatus) smithsonianus tj. američki srebrnasti galeb; naziv u zagradi ukazuje da neki naučnici smatraju da je ova ptica podvrsta srebrnastog galeba i zato je nazivaju Larus argentatus smithsonianus, dok je drugi smatraju odvojenom vrstom Larus smithsonianus. Korišćenjem zagrade, autor navodi da je neodlučen.

## Monotipske i politipske vrste
Po biološkim definicijama, nezavisno od nomenklature, politipske vrste poseduju dve ili više genetski i fenotipski divergentne podvrste, rase ili populacije koje se razlikuju dovoljno da zahtevaju poseban opis i klasifikaciju. Ove grupe se ne razmnožavaju međusobno jer su geografski razdvojene jedne od drugih, ali se mogu međusobno oplođavati i imati fertilno potomstvo, npr. u zatočeništvu.
Populacije monotipskih vrsta sve poseduju iste genetske i fenotipske karakteristike. Ove vrste nemaju definisane podvrste.